# Europacupen i kast 2022
Europacupen i kast 2022 (engelska: European Throwing Cup 2022) var den 21:a upplagan av Europacupen i kast. Tävlingen anordnades mellan den 12 och 13 mars 2022 i Leiria i Portugal.
Efter Rysslands invasion av Ukraina 2022 tilläts inte friidrottare från Ryssland och Belarus att delta i tävlingen.

## Resultat

### Herrar

#### Seniorer
| Gren           | Guld                     | Guld         | Silver                    | Silver       | Brons                    | Brons        |
| Kulstötning    | Zane Weir Italien        | 21,99 m 0MR0 | Nick Ponzio Italien       | 21,83 m 0PB0 | Marcus Thomsen Norge     | 20,63 m      |
| Diskuskastning | Kristjan Čeh Slovenien   | 66,11 m      | Daniel Ståhl Sverige      | 65,95 m      | Simon Pettersson Sverige | 63,80 m      |
| Släggkastning  | Bence Halász Ungern      | 76,69 m      | Javier Cienfuegos Spanien | 75,59 m 0SB0 | Ragnar Carlsson Sverige  | 75,26 m      |
| Spjutkastning  | Alexandru Novac Rumänien | 80,49 m 0SB0 | Patriks Gailums Lettland  | 79,49 m      | Roberto Orlando Italien  | 78,19 m 0SB0 |

#### U23
| Gren           | Guld                           | Guld         | Silver                  | Silver  | Brons                       | Brons   |
| Kulstötning    | Alperen Karahan Turkiet        | 19,81 m      | Muhamet Ramadani Kosovo | 18,60 m | Mattijs Mols Nederländerna  | 18,56 m |
| Diskuskastning | Martynas Alekna Litauen        | 58,09 m      | Osman Kul Turkiet       | 55,61 m | Ruben Rolvink Nederländerna | 55,20 m |
| Släggkastning  | Mychajlo Kochan Ukraina        | 74,59 m      | Merlin Hummel Tyskland  | 71,73 m | Giorgio Olivieri Italien    | 70,84 m |
| Spjutkastning  | Teura’itera’i Tupaia Frankrike | 77,21 m 0SB0 | Leandro Ramos Portugal  | 76,48 m | György Herczeg Ungern       | 74,87 m |

### Damer

#### Seniorer
| Gren           | Guld                          | Guld         | Silver                         | Silver       | Brons                    | Brons   |
| Kulstötning    | Auriol Dongmo Portugal        | 19,68 m 0VB0 | Jessica Schilder Nederländerna | 18,89 m 0NR0 | Fanny Roos Sverige       | 18,64 m |
| Diskuskastning | Daisy Osakue Italien          | 61,56 m      | Lisa Brix Pedersen Danmark     | 61,23 m      | Liliana Cá Portugal      | 60,74 m |
| Släggkastning  | Alexandra Tavernier Frankrike | 70,13 m      | Laura Redondo Spanien          | 69,72 m      | Sara Fantini Italien     | 69,60 m |
| Spjutkastning  | Līna Mūze Lettland            | 58,12 m      | Victoria Hudson Österrike      | 57,64 m      | Marija Vučenović Serbien | 57,26 m |

#### U23
| Gren           | Guld                           | Guld    | Silver                         | Silver       | Brons                        | Brons        |
| Kulstötning    | Pınar Akyol Turkiet            | 16,30 m | Amanda Ngandu-Ntumba Frankrike | 15,93 m 0SB0 | Jule Steuer Tyskland         | 15,81 m 0SB0 |
| Diskuskastning | Amanda Ngandu-Ntumba Frankrike | 55,38 m | Alida van Daalen Nederländerna | 55,02 m 0SB0 | Antonia Kinzel Tyskland      | 54,74 m      |
| Släggkastning  | Ewa Różańska Polen             | 67,24 m | Charlotte Payne Storbritannien | 66,72 m      | Elísabet Rúnarsdóttir Island | 64,20 m      |
| Spjutkastning  | Adriana Vilagoš Serbien        | 60,72 m | Kaja M. Peteersen Norge        | 58,44 m 0PB0 | Julia Valtanen Finland       | 54,10 m      |

### Medaljtabell

#### Seniorer
*   Värdland ( Portugal)
| Nr                   | Nation               | Guld | Silver | Brons | Totalt |
| -------------------- | -------------------- | ---- | ------ | ----- | ------ |
| 1                    | Italien              | 2    | 1      | 2     | 5      |
| 2                    | Lettland             | 1    | 1      | 0     | 2      |
| 3                    | Portugal*            | 1    | 0      | 1     | 2      |
| 4                    | Frankrike            | 1    | 0      | 0     | 1      |
| 4                    | Rumänien             | 1    | 0      | 0     | 1      |
| 4                    | Slovenien            | 1    | 0      | 0     | 1      |
| 4                    | Ungern               | 1    | 0      | 0     | 1      |
| 8                    | Spanien              | 0    | 2      | 0     | 2      |
| 9                    | Sverige              | 0    | 1      | 3     | 4      |
| 10                   | Danmark              | 0    | 1      | 0     | 1      |
| 10                   | Nederländerna        | 0    | 1      | 0     | 1      |
| 10                   | Österrike            | 0    | 1      | 0     | 1      |
| 13                   | Norge                | 0    | 0      | 1     | 1      |
| 13                   | Serbien              | 0    | 0      | 1     | 1      |
| Totalt (14 nationer) | Totalt (14 nationer) | 8    | 8      | 8     | 24     |

#### U23
*   Värdland ( Portugal)
| Nr                   | Nation               | Guld | Silver | Brons | Totalt |
| -------------------- | -------------------- | ---- | ------ | ----- | ------ |
| 1                    | Frankrike            | 2    | 1      | 0     | 3      |
| 1                    | Turkiet              | 2    | 1      | 0     | 3      |
| 3                    | Litauen              | 1    | 0      | 0     | 1      |
| 3                    | Polen                | 1    | 0      | 0     | 1      |
| 3                    | Serbien              | 1    | 0      | 0     | 1      |
| 3                    | Ukraina              | 1    | 0      | 0     | 1      |
| 7                    | Nederländerna        | 0    | 1      | 2     | 3      |
| 7                    | Tyskland             | 0    | 1      | 2     | 3      |
| 9                    | Kosovo               | 0    | 1      | 0     | 1      |
| 9                    | Norge                | 0    | 1      | 0     | 1      |
| 9                    | Portugal*            | 0    | 1      | 0     | 1      |
| 9                    | Storbritannien       | 0    | 1      | 0     | 1      |
| 13                   | Finland              | 0    | 0      | 1     | 1      |
| 13                   | Island               | 0    | 0      | 1     | 1      |
| 13                   | Italien              | 0    | 0      | 1     | 1      |
| 13                   | Ungern               | 0    | 0      | 1     | 1      |
| Totalt (16 nationer) | Totalt (16 nationer) | 8    | 8      | 8     | 24     |